# Borja Vilallonga
Borja Vilallonga (Llagostera, 1 de maig de 1985) és un historiador i periodista català.
Vilallonga és doctor en història per l'École des Hautes Études en Sciences Sociales de París. Ha treballat com a investigador al mateix centre, així com a la Columbia University. També ha fet de professor visitant a la Universitat de Nova York. Ha centrat la seva recerca en la formació dels nacionalismes català i espanyol durant el segle xix i sobre les connexions entre religió i modernitat a l'Europa vuitcentista. Ha col·laborat amb diversos mitjans de comunicació, com l'Ara, El Nacional, El Temps, El Periódico, Nació Digital, Vilaweb, Núvol, Diari de Girona, a més de les publicacions americanes Jacobin i Algemeiner. També ha treballat com a director editorial a Morningside, una de les majors empreses de traducció dels Estats Units. De març a juliol de 2017 va ser el director del setmanari El Temps. El 2020 va ser editor fundador de la revista Esperit.
El 2024 va publicar la seva primera novel·la, El Tigre.